# Eclipse lunar de 15 de maio de 1984
| Eclipse Lunar Penumbral 15 de maio de 1984 | Eclipse Lunar Penumbral 15 de maio de 1984 |
| --- | ------------------------------------------ |
| A Lua cruzando a parte norte da penumbra da Terra, de oeste para leste (da direita para a esquerda), com a Lua gradualmente menos brilhante e seu polo sul levemente escurecido. |                                            |
| Gamma | +1,1130                                    |
| Saros (e membro) | 111 (65 de 71)                             |
| Sequência de eclipses lunares |                                            |
| Anterior | 20 de dezembro de 1983                     |
| Próximo | 13 de junho de 1984                        |
| Duração (hr:mn:sc) |                                            |
| Penumbral | 3:52:31                                    |
| Fases e Horários do Eclipse (UTC) |                                            |
| P1 | 2:43:49                                    |
| Máximo | 4:40:09                                    |
| P4 | 6:36:20                                    |

O eclipse lunar de 15 de maio de 1984 foi um eclipse penumbral, o primeiro de três eclipses lunares do ano. Teve magnitude penumbral de 0,8071 e umbral de -0,1760. Teve duração total de cerca de 232 minutos.
A Lua passou pela região norte da faixa de penumbra da Terra, que cobriu boa parte de sua superfície (cerca de 80%), restando de fora apenas a parte norte. Com isso, o disco lunar perdeu parte de seu brilho normal, além de ocorrer um leve escurecimento no seu polo sul. Vale lembrar que, de um modo geral, os eclipses penumbrais são mais difíceis de serem percebidos a olho nu.
A Lua cruzou a parte norte da zona de penumbra da Terra, em nodo descendente, dentro da constelação de Libra, próxima às estrelas Zubenelgenubi e Zubeneschamali, além do planeta Marte, que estava próximo de sua oposição do Sol.

## Série Saros
Eclipse pertencente ao ciclo lunar Saros de série 111, sendo este de número 65, com 71 eclipses no total da série. O eclipse anterior foi o eclipse penumbral de 4 de maio de 1966, e o próximo deste ciclo será com o eclipse penumbral de 26 de maio de 2002.

## Visibilidade
Foi visível nas Américas, Atlântico, Antártida, Nova Zelândia, quase toda a África, boa parte da Europa e grande parte do Pacífico.
| Região do planeta onde foi visível durante o máximo do eclipse - 4:40 UTC. A região sul do Peru, na América do Sul, obteve a melhor observação do meio do eclipse, de onde foi visível à meia-noite. |
| Mapa de visibilidade do eclipse |